# Хансен, Бо
Бо Янник Найби Хансен (дат. Bo Jannik Nyby Hansen; род. 16 июня 1972, Хольстебро, Рингкёбинг) — датский футболист, нападающий.

## Карьера
Хансен начал свою карьеру в клубе «Хольстебро» из Первого дивизиона Дании. В июле 1991 года действующий чемпион Дании «Брондбю», как сообщалось, был заинтересован в его подписании. Хансен решил закончить своё образование и отыграл ещё три года за «Хольстебро», сыграв более 140 игр за клуб. В июле 1994 года Хансен подписал неполный контракт с «Брондбю», чтобы уделять время образованию помимо игры в футбол.
Несмотря на то, что Хансен играл на неполном контракте, он быстро произвел впечатление за «Брондбю» в датской Суперлиге, забив три гола в своих первых четырёх играх лиги. Он сформировал дуэт нападающих с датским игроком международного класса Марком Струдалем, и Хансен был вызван в национальную сборную Дании в январе 1995 года. Он был частью команды на победном Кубке короля Фахда 1995 года, где сыграл одну игру, заменив Марка Струдаля в перерыве победного матча против Саудовской Аравии (2:0). Это была его единственная игра за национальную сборную.
Хансен был вторым лучшим бомбардиром «Брондбю» в сезоне 1994/1995, забив на один гол меньше, чем Струдаль. В сезоне 1995/1996 борьба за место нападающего в стартовом составе Брондбю усилилась. Из «Ольборга» прибыл игрок датской сборной Петер Мёллер, а позже и капитан сборной Эббе Санд. Хансен был частью команды, которая выиграла три национальных чемпионата подряд, с 1996 по 1998 года, хотя он не был среди лучших бомбардиров «Брондбю» до сезона 1997/1998, когда Петер Мёллер был продан в ПСВ. Хансен хорошо начал сезон 1998/1999 и стал лучшим бомбардиром «Брондбю» с 12 голами после первой половины сезона.
Во время зимнего межсезонья Хансен подписал контракт с «Болтон Уондерерс» из Первого дивизиона Футбольной лиги на сумму 1 миллион фунтов стерлингов. В «Болтоне» он присоединился к другим датским игрокам Перу Франдсену, Клаусу Йенсену и Михаэлю Йохансену. В свой первый год за английский клуб Хансен не забил ни одного гола, а «странники» едва не попали в Премьер-лигу Англии. Свой первый гол за «Болтон» он забил в матче Кубка Английской футбольной лиги в сентябре 1999 года в ворота «Джиллингема». Во втором сезоне «Болтон» снова был близок к повышению, прежде чем, наконец, попал в Премьер-лигу в 2001 году. Хансен забил один гол в 17 играх Премьер-лиги, а «Болтон» занял 16-е место и избежал вылета.
Летом 2002 года Хансен вернулся в Данию и присоединился к клубу «Мидтьюлланн» в качестве замены нападающему Мортену Скоубо. Осенью 2003 года Хансен получил травму из-за остеоартрита коленей. Он так и не вернулся на поле и был отчислен из клуба в сентябре 2004 года.

## Достижения

### «Брондбю»
- Чемпион Дании: 1995/96, 1996/97, 1997/98
- Обладатель Кубка Дании: 1997/98

### Сборная
- Обладатель Кубка короля Фахда: 1995